# Fascinující proměny přírody
Fascinující proměny přírody (v anglickém originále Nature's Great Events) je dokumentární cyklus televize BBC. Zobrazuje různé proměny přírody, zvířecí migrace nebo tahy, které nemají na světě obdoby. Vypráví jej přírodovědný publicista David Attenborough, který na dokumentu velmi spolupracoval. Premiéru měl na BBC One v roce 2009, česky byl vysílán v roce 2010 na ČT. 

## Seznam dílů
- 1. Velké tání
- 2. Velký tah lososů
- 3. Velká cesta
- 4. Velký tah
- 5. Povodeň v poušti
- 6. Velká hostina

## DVD
V Česku cyklus vyšel na DVD v roce 2010, pouhé tři měsíce po odvysílání v českém dabingu. První disk vyšel 18. 8. 2010.

## Kniha
Stejně, jako u všech dokumentů Davida Attenborougha, i zde vyšla stejnojmenná kniha. Byla publikována společností BBC Books.